# Mogonyé
Mogonyé (ou Moganje, Mogonje, Mogogne, Mogongne, Mogonie) est une localité du Cameroun située dans le département du Mayo-Sava et la Région de l'Extrême-Nord, à proximité de la frontière avec le Nigeria. Elle fait partie de la commune de Mora et du canton de Kossa. 

## Population
En 1966-1967, la localité comptait 499 habitants, des Peuls, des Kanouri, des Mousgoum et des Arabes choua. À cette date elle accueillait un marché de coton.
Lors du recensement de 2005, on y a dénombré 1 014 personnes.